# Cory Monteith
Cory Allan Michael Monteith (11 tháng 5 năm 1982 – 13 tháng 7 năm 2013) là một diễn viên, nhạc sĩ người Canada, được biết đến nhiều nhất với vai diễn Finn Hudson trong sê ri phim truyền hình Glee của Fox. Ngày 13 tháng 7 năm 2013, anh được phát hiện đã chết trong một khách sạn ở Vancouver, British Columbia, Canada.

## Tiểu sử
Cory Monteith sinh ra ở Calgary, Alberta, là con trai út của Ann McGregor, nhà thiết kế nội thất, và Joe Monteith, quân nhân trong lực lượng Princess Patricia's Canada Light Infantry. Bố mẹ Cory ly hôn khi anh mới 7 tuổi, anh và anh trai lớn lên cùng mẹ ở Victoria, British Columbia. Trước sự vắng mặt của người cha, cũng như cảm giác mình là người ngoài cuộc đối với bạn bè, anh bắt đầu thể hiện những dấu hiệu bị rối loạn; Cory - từ một học sinh đầy triển vọng, biết đọc từ năm 5 tuổi - dần sa vào nghiện ngập, từ đó ảnh hưởng đến việc học.
Sau khi đã theo học ở 12 ngôi trường khác nhau, anh bỏ học ở tuổi 16. Trong thời gian này, tình trạng nghiện ngập của anh đã tồi tệ đến mức anh bắt đầu phạm tội chẳng hạn như trộm cắp tiền của bạn bè và người thân để phục vụ cho việc nghiện ngập. Bước ngoặt trong cuộc đời Cory xảy ra khi mẹ anh và một nhóm bạn can thiệp và gửi anh đến một trại cai nghiện ở tuổi 19. Anh nhận bằng tốt nghiệp trung học vào năm 2011 từ một ngôi trường mà anh đã từng theo học ở Victoria, British Columbia.
Trước khi bước vào ngành công nghiệp giải trí, Cory đã từng làm nhiều công việc khác nhau, trong đó có tài xế taxi, tài xế xe buýt trường học và thợ sửa mái nhà.

## Sự nghiệp
Cory bắt đầu sự nghiệp diễn xuất ở Vancouver, British Columbia. Anh đảm nhận vai phụ trong Final Destinations 3, Whisper, và Deck the Halls cũng như một vai trong Kyle XY. Anh cũng góp mặt với tư cách khách mời trong một vài sê ri phim truyền hình Canada như Smallville, Supernatural, Flash Gordon, Stargate Atlantis and Stargate SG-1.
Năm 2005 anh xuất hiện trong Killer Bash. Năm tiếp theo anh xuất hiện trong Urban Legend: a Bloody Mary. Năm 2007, anh thủ vai chính trong sê ri MTV Kaya.
Tháng 4 năm 2010 anh tham gia bộ phim hài lãng mạn Monte Carlo.
Ngày 8 tháng 8 năm 2010, anh trở thành người dẫn chương trình cho lễ trao giải Teen Choice Awards. Cory cũng là người dẫn chương trình cho lễ trao giải Gemini Awards tại Toronto vào ngày 13 tháng 11 năm 2010.
Tháng 12 năm 2010, Cory được công bố là sẽ thủ vai chính và đồng sản xuất trong một bộ phim hài cho Fox 2000. Tháng 1 năm 2011, anh xuất hiện trong bộ phim Sisters&Brothers cùng với Dustin Milligan, công chiếu tại liên hoan phim quốc tế Toronto vào ngày 11 tháng 9 năm 2011.
Năm 2012, anh là người dẫn chương trình cho lễ trao giải 23rd GLAAD Media Awards tại thành phố New York cùng bạn diễn Naya Rivera.

### Glee

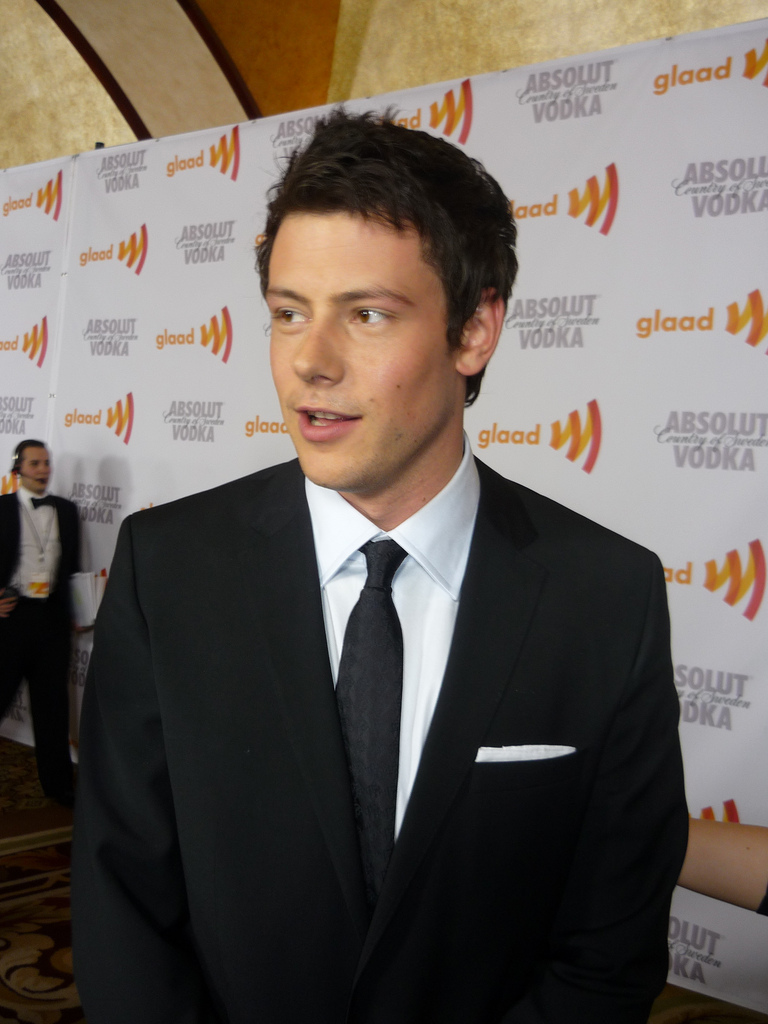
Cory Monteith tại lễ trao giải GLAAD Media Awards năm 2010

Năm 2009, Cory được trao vai Finn Hudson trong sê ri phim truyền hình Glee của Fox. Khi Glee đang tuyển diễn viên, người đại diện của anh ở Vancouver, Elena Kirschner, đã gửi đến một đoạn video anh đang chơi trống với hai chiếc bút chì và nhiều vật dụng của Tupperware. Tác giả của sê ri Ryan Murphy đã chú ý đến đoạn video này nhưng cũng chỉ ra rằng anh phải hát, bởi những diễn viên thử vai cho Glee mà không có kinh nghiệm về sân khấu được yêu cầu phải chứng tỏ họ có khả năng hát và nhảy cũng như diễn xuất. Cory gửi đến một đoạn băng thứ hai, trong đó anh hát một phiên bản khác của "Can't Fight This Feeling" bởi REO Speedwagon. Sau đó anh tham dự một buổi thử vai tại Los Angeles; kỹ năng thanh nhạc của anh bị đáng giá là kém, nhưng anh đã biểu diễn rất tốt trước một trong những đạo diễn tuyển vai của Glee, người nói rằng anh đã thâu tóm được những phẩm chất khó nắm bắt nhất của nhân vật Finn, "sự ngọt ngào ngây thơ mà không ngu ngốc". Khi nói về quá trình thử vai của mình, Cory cho biết, "Tôi cũng giống như rất nhiều đứa trẻ khác, kiếm tìm điều gì đó để quan tâm thích thú. Điều gì đó để đam mê. Tất cả những gì bạn cần là sự cho phép. Không chỉ ở Glee, mà còn ở bất kỳ điều gì trong cuộc sống."
Finn là đội trưởng của đội bóng bầu dục ở trường trung học, và chấp nhận nguy cơ bị bạn bè xa lánh khi tham gia nhóm hát của trường. Cậu là một học sinh nổi tiếng, đứng đầu trong các cấp bậc ở trường, nhưng khi bị buộc phải tham gia nhóm hát, cậu nhận thấy mình rất thích nó. Cốt truyện của nhân vật này đã cho thấy những đấu tranh của cậu khi vừa phải ở lại trong nhóm, dưới đáy của xã hội, vừa phải giữ được danh tiếng của mình cũng như sự tôn trọng từ phía bạn bè. Nhân vật phải lựa chọn giữa sự thu hút của cả đội trưởng đội cổ vũ Quinn Fabray (Dianna Agron) lẫn ca sĩ ngôi sao của nhóm hát Rachel Berry (Lea Michele), và cốt truyệt của nhân vật ngày càng tập trung vào mội quan hệ giữa cậu với hai nhân vật này.
Cory cảm thấy rằng Finn đã trưởng thành lên rất nhiều trong phim. Anh nói, "Ban đầu Finn là một tên đầu gầu ngớ ngẩn, nhưng theo diễn tiến của phim, Finn không còn ngớ ngẩn nữa, thật đấy, cậu ta chỉ hơi ngây thơ một chút." Ban đầu Finn nhận được những lời nhận xét trái chiều từ giới phê bình. Với vai diễn này Cory đã nhận được giải dành cho nam diễn viên hài của giải thưởng Teen Choice Award năm 2011. Mặc dù không phải là ca sĩ trước khi đảm nhận vai Finn, Cory đã hát chính trong rất nhiều ca khúc trên phim.
Tháng 5 năm 2010, dàn diễn viên của Glee đã tham gia vào một tour diễn kéo dài 2 tuần ở Los Angeles, Phoenix, Chicago và thành phố New York. Họ biểu diễn những ca khúc hit của phim vài tiểu phẩm xen giữa. Tháng 5 năm 2011, họ tham gia vào tour diễn thứ hai dài hơn với hầu hết các ca khúc mới và các tiểu phẩm hoàn toàn mới, kéo dài 4 tuần ở Mỹ và Canada, và 11 ngày ở Anh và Ireland.

## Đời tư
Cho đến trước khi qua đời thì Cory đang có mối quan hệ tình cảm với bạn diễn phim Glee là nữ diễn viên người Mỹ Lea Michele. Ngày 31 tháng 3 năm 2013, truyền thông đưa tin Cory đã tham gia cai nghiện tại một cơ sở điều trị. Việc này kết thúc ngày 26 tháng 4 năm 2013.

### Qua đời
Theo Sở cảnh sát Vancouver thì vào giữa trưa ngày 13 tháng 7 năm 2013, nhân viên khách sạn Fairmont Pacific Rim ở trung tâm thành phố Vancouver, tỉnh bang British Columbia, Canada phát hiện Cory Monteith đã chết trong phòng khi không thấy anh trả phòng đúng giờ. Công tác khám nghiệm tử thi hoàn tất vào ngày 15 tháng 7 năm 2013. Phía Cơ quan Pháp y tỉnh bang British Columbia (British Columbia Coroners Service) cho biết Cory tử vong do "độc tính hỗn hợp ma túy" gồm heroin kết hợp với chất cồn. Họ cũng cho biết cái chết của anh có thể là một tai nạn.
Ngày 17 tháng 7 năm 2013, thi hài của anh được hỏa táng ở Vancouver.

## Các phim đã đóng

### Điện ảnh
| Năm  | Tên phim                      | Vai diễn            | Ghi chú          |
| ---- | ----------------------------- | ------------------- | ---------------- |
| 2005 | Killer Bash                   | Douglas Waylan Hart |                  |
| 2006 | Bloody Mary                   | Paul Zuckerman      |                  |
| 2006 | Kraken: Tentacles of the Deep | Michael             |                  |
| 2006 | Deck the Halls                |                     |                  |
| 2006 | Final Destination 3           | Kahill              |                  |
| 2007 | Hybrid                        | Aaron Scates        |                  |
| 2007 | White Noise: The Light        | người đi xe mô-tô   |                  |
| 2007 | Gone                          | Davis Calder        | Phim ngắn        |
| 2007 | The Invisible                 | Jimmy               |                  |
| 2007 | Whisper                       | nam thiếu niên      |                  |
| 2007 | Wannabe Macks                 | Stu                 |                  |
| 2008 | The Boy Next Door             | Jason               | Phim truyền hình |
| 2011 | Breaking the Girl             |                     |                  |
| 2011 | Monte Carlo                   | Owen                |                  |
| 2011 | Sisters & Brothers            | Justin Montegan     |                  |
| 2011 | Glee: The 3D Concert Movie    | Finn Hudson         |                  |
| 2013 | All The Wrong Reasons         | James Ascher        |                  |
| 2013 | McCanick                      | Simon Weeks         |                  |

### Truyền hình
| Năm      | Tên phim           | Vai diễn       | Ghi chú |
| -------- | ------------------ | -------------- | --- |
| 2004     | Stargate Atlantis  | Genii Private  | Tập "The Storm" |
| 2005     | Young Blades       | Marcel Le Rue  | Tập "To Heir Is Human" |
| 2005     | Supernatural       | Gary           | Tập "Wendigo" |
| 2005     | Smallville         | Frat Cowboy    | Tập "Thirst" |
| 2005     | Killer Instinct    | Windsurfer Bob | Tập "Forget Me Not" |
| 2006     | Whistler           | Lip Ring       | Tập "The Burden of Truth" |
| 2006     | Stargate SG-1      | Young Mitchell | Tập "200" |
| 2006     | Kyle XY            | Charlie Tanner | Vai phụ (7 tập, 2006—2007) |
| 2007     | Flash Gordon       | Ian Finley     | Tập "Life Source" |
| 2007     | Kaya               | Gunnar         | Vai chính (10 tập) |
| 2008     | Fear Itself        | James          | Tập "New Year's Day" |
| 2009     | Mistresses         | Jason          | |
| 2009     | The Assistants     | Shane Baker    | Hai tập |
| 2009–nay | Glee               | Finn Hudson    | Vai chính Screen Actors Guild Award giải màn trình diễn nhóm xuất sắc trong một sê ri phim hài (cùng với dàn diễn viên Glee) Teen Choice Awards giải dành cho nam diễn viên hài trong phim truyền hình (2011) Được đề cử — Teen Choice Awards giải nam diễn viên truyền hình đột phá (2009) Được đề cử — People's Choice Award giải nam diễn viên hài trong phim truyền hình được yêu thích (2012) |
| 2010     | The Simpsons       | Flynn          | Lồng tiếng, tập "Elementary School Musical" |
| 2011     | The Cleveland Show | Finn Hudson    | Lồng tiếng, tập "How Do You Solve a Problem Like Roberta?" |
| 2012     | The Glee Project   | Chính mình     | Khách mời (mùa 2, tập 3 "Vulnerability") |

## Giải thưởng và đề cử
| Năm  | Nhan đề     | Giải thưởng                     | Thể loại                                                  | Kết quả   |
| ---- | ----------- | ------------------------------- | --------------------------------------------------------- | --------- |
| 2009 | Glee        | 2009 Teen Choice Awards         | Choice TV: Actor Breakout Star Male                       | Đề cử     |
| 2010 |             | Hollywood Style Awards 2010     | Male Future Style Icon Award                              | Đoạt giải |
| 2010 | Glee        | 17th Screen Actors Guild Awards | Outstanding Performance by an Ensemble in a Comedy Series | Đề cử     |
| 2010 | Glee        | 2010 Teen Choice Awards         | Choice TV: Comedy Actor and Choice Smile                  | Đề cử     |
| 2011 | Glee        | 2011 Teen Choice Awards         | Choice TV: Actor Comedy                                   | Đoạt giải |
| 2011 | Monte Carlo | 2011 Teen Choice Awards         | Summer: Movie Star – Male                                 | Đề cử     |
| 2011 | Glee        | 18th Screen Actors Guild Awards | Outstanding Performance by an Ensemble in a Comedy Series | Đề cử     |
| 2012 | Glee        | Do Something Awards 2012        | TV Star: Male                                             | Đoạt giải |
| 2012 | Glee        | 19th Screen Actors Guild Awards | Outstanding Performance by an Ensemble in a Comedy Series | Đề cử     |